# إيران الغربية

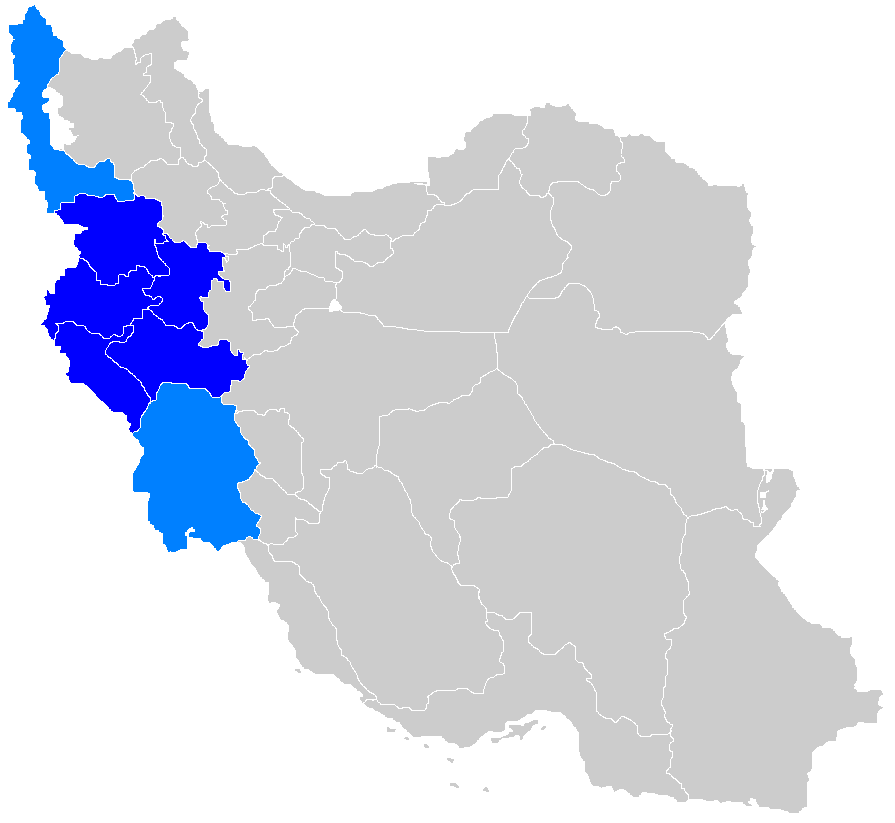
محافظات غرب إيران

إيران الغربية هي منطقة من مرتفعات أرمينيا وشمال زاغروس والصفيحة الخوزستانية [الإنجليزية] الزراعية الغنية في الجنوب.
وتشمل محافظات كردستان وكرمانشاه وعيلام ولرستان وهمدان. وتشير بعض المراجع أيضًا إلى أن محافظة أذربيجان الغربية ومحافظة خوزستان ضمن هذه المنطقة.
المدن الرئيسة هي سنندج، وكرمانشاه، وعيلام، وخرم آباد، وهمدان، وأحيانا أرومية والأهواز.

## المناخ
- مناخ قاري رطب [الإنجليزية] في الشمال.
- مناخ البحر الأبيض المتوسط حار صيفًا في الشمال.
- مناخ شبه جاف بارد في جبال زاغروس.
- مناخ قاري صيفي دافئ [الإنجليزية] في كافة سلاسل الجبال الوسطى.
- مناخ صحراوي حار في خوزستان.

## طالع أيضًا
- الشمال الإيراني [الإنجليزية]
- الشرق الإيراني [الإنجليزية]
- الجنوب الإيراني [الإنجليزية]
- وسط إيران
- شمال غرب إيران